# Ugo I di Empúries
Ugo, o Hugo o Hug (... – 1040 circa), è stato un nobile franco, conte di Empúries e di Peralada, dal 991 sino alla morte.

## Origine
Secondo il documento n° 96 del 12 luglio 1036, del Recueil des chartes de l'abbaye de la Grasse, Tome I 779-1119 (non consultato), era il figlio (primogenito) del conte d'Empúries e di Rossiglione, Gausfredo I e della moglie, Ava Guisla, di cui non si conoscono gli ascendenti.
Gausfredo I di Empúries era il figlio secondogenito del conte d'Empúries e di Rossiglione, Gausberto I e della moglie, Trudegarda, di cui non si conoscono gli ascendenti.

## Biografia
Di Ugo I si hanno scarse notizie.
Alla morte di suo padre, Gausfredo, nel 991, essendo il primogenito, Ugo gli succedette come Ugo I, conte di Empuries e Peralada, mentre suo fratello, il secondogenito, Guislaberto, gli succedette nella contea del Rossiglione come Guislaberto I.
Un documento del 3 novembre 1008, il n°CLVIII del Marca Hispanica sive Limes Hispanicus, ci informa che il conte Ugo I, unitamente al fratello, Guislaberto I, conte di Rossiglione fecero dono di una proprietà, situata nella contea di Peralada, al Monastero di Sant Pere de Rodes.
Nel 1010, si unì al conte di Barcellona, Raimondo Borrell, che assieme al fratello, il Conte d'Urgell, Ermengol I ed a Bernardo, conte di Besalú, fu coinvolto nella guerra che si stava combattendo in al-Andalus tra il califfo titolare Hishām II ibn al-Ḥakam e i due pretendenti, Muḥammad II (al-Mahdī) ibn Hishām, col quale si erano alleati i conti catalani e Sulaymān b. al-Ḥakam, "al-Mustaʿīn", che aveva ricevuto aiuti dai castigliani.
Alla morte di suo fratello, il Rossiglione, Guislaberto I, nel 1014 circa, data la sua giovane età dell'erede, suo nipote, Gausfredo II, Ugo, cercò di riunire nuovamente la contea del Rossiglione alle sue due contee; ma l'intervento del conte Bernardo I di Besalù in difesa di Gausfredo e poi l'intervento pacificatore del fratello di Bernardo, l'abate Oliba, vescovo di Vic, portò alla pace definitiva nel 1020.
Dopo la morte del conte di Barcellona, Raimondo Borrell, avvenuta nel 1017, cercò di appropriarsi di Ullastret, che in precedenza aveva venduto a Raimondo Borrel, ma in un giudizio, presieduto da Bernardo I di Besalù e dall'abate Oliba, tenutosi a Gerona, nel 1019, lo costrinse a restituirla al figlio di Raimondo Borrel, Berengario Raimondo I che era ancora sotto la tutela di sua madre Ermesinda di Carcassonne,.
Secondo il documento n° 496 del Cartulario de Sant Cugat del Vallés, Tomos II, del 16 giugno 1125, Ugo fu il principale collaboratore del conte di Barcellona, Gerona e Osona, Berengario Raimondo I e sua madre Ermesinda di Carcassonne, durante una seduta pubblica di giudizio per l'assegnazione di una proprietà contesa.
Il documenti n° CCII del Marca Hispanica sive Limes Hispanicus, datato 16 gennaio 1030, ci mostra Ugo I, con la moglie, Guisla ed il loro figlio, Ponzio I, unitamente ai suoi nipoti Gausfredo II, conte di Rossiglione, e suo fratello, il vescovo Suniario, portare a termine una vendita al Monastero di Sant Pere de Rodes, facendo riferimento ad una donazione che era stata fatta dal padre, Gausfredo I e dal fratello di Ugo, il vescovo di Elne, Sunyer,
Il già citato documento n° 96 del 12 luglio 1036, del Recueil des chartes de l'abbaye de la Grasse, Tome I 779-1119 (non consultato), ci riferisce di una conferma, da parte di Ugo della moglie Guisla e suoi due figli, Ponzio e Raimondo, di una donazione fatta in precedenza dai suoi genitori, il conte Gausfredo I e la contessa Ava Guisla, all'abbazia di abbazia Santa Maria di Lagrasse.
Non si conosce la data esatta della morte di Ugo, comunque morì dopo il 12 luglio 1036, presumibilmente verso il 1040.

## Matrimonio e discendenza
Ugo, come risulta dai documenti n° CCII del Marca Hispanica sive Limes Hispanicus e n° 96 del Recueil des chartes de l'abbaye de la Grasse, Tome I 779-1119, aveva sposato Guisla, di cui non si conoscono gli ascendenti, e che, secondo il documenti n° CCLII del Marca Hispanica sive Limes Hispanicus, dopo la morte del marito, il 31 luglio 1060, fece una donazione ad una chiesa di Gerona in suffrgio dell'anima di Ugo.
Da Guisla, Ugo ebbe due figli:
- Ponzio[10] († prima del 25 agosto 1079), conte d'Empúries
- Raimondo († dopo il 1069), vescovo di Elne, la cui parentela è confermata dal documenti n° 96 del Recueil des chartes de l'abbaye de la Grasse, Tome I 779-1119[4]; che nel 1061, assieme alla madre, Guisla, fece una donazione alla chiesa di Santa Maria de Roses[4] e che, nel 1069, secondo il documenti n° 16 del Preuves delle Histoire générale de Languedoc, Tomus V, che ci riporta un'iscrizione nella chiesa di Elne che Raimondo, vescovo di Elne, assieme al cugino, il Conte di Rossiglione, Gausfredo II e la di lui moglie, Adelaide, consacrò un altare a Nostro Signore (Iusserunt hoc altare in honorem Domini Nostri)[13].

### Fonti primarie
- (LA)  Histoire générale de Languedoc, Tomus V Preuves.
- (LA)  Cartulario de Sant Cugat del Vallés, Tomos II.

### Letteratura storiografica
- Rafael Altamira, Il califfato occidentale, in "Storia del mondo medievale", vol. II, 1999, pp. 477–515
- Louis Halphen, La Francia nell'XI secolo, in «Storia del mondo medievale», vol. II, 1999, pp. 770–806
- Rafael Altamira, La Spagna (1031-1248), in "Storia del mondo medievale", vol. V, 1999, pp. 865–896
- (LA)  Marca Hispanica sive Limes Hispanicus, 1688.